# Javernant
Javernant település Franciaországban, Aube megyében. Lakosainak száma 160 fő (2022. január 1.). Javernant Bouilly, Crésantignes, Lirey, Machy, Saint-Phal, Sommeval és Villery községekkel határos.

## Népesség
A település népessége az elmúlt években az alábbi módon változott:
| Lakosok száma | 69   | 109  | 121  | 148  | 161  | 156  | 150  | 148  | 150  | 160  |
|               | 1968 | 1982 | 1990 | 2006 | 2013 | 2015 | 2017 | 2019 | 2020 | 2022 |